# Vysoká Pec u Jirkova

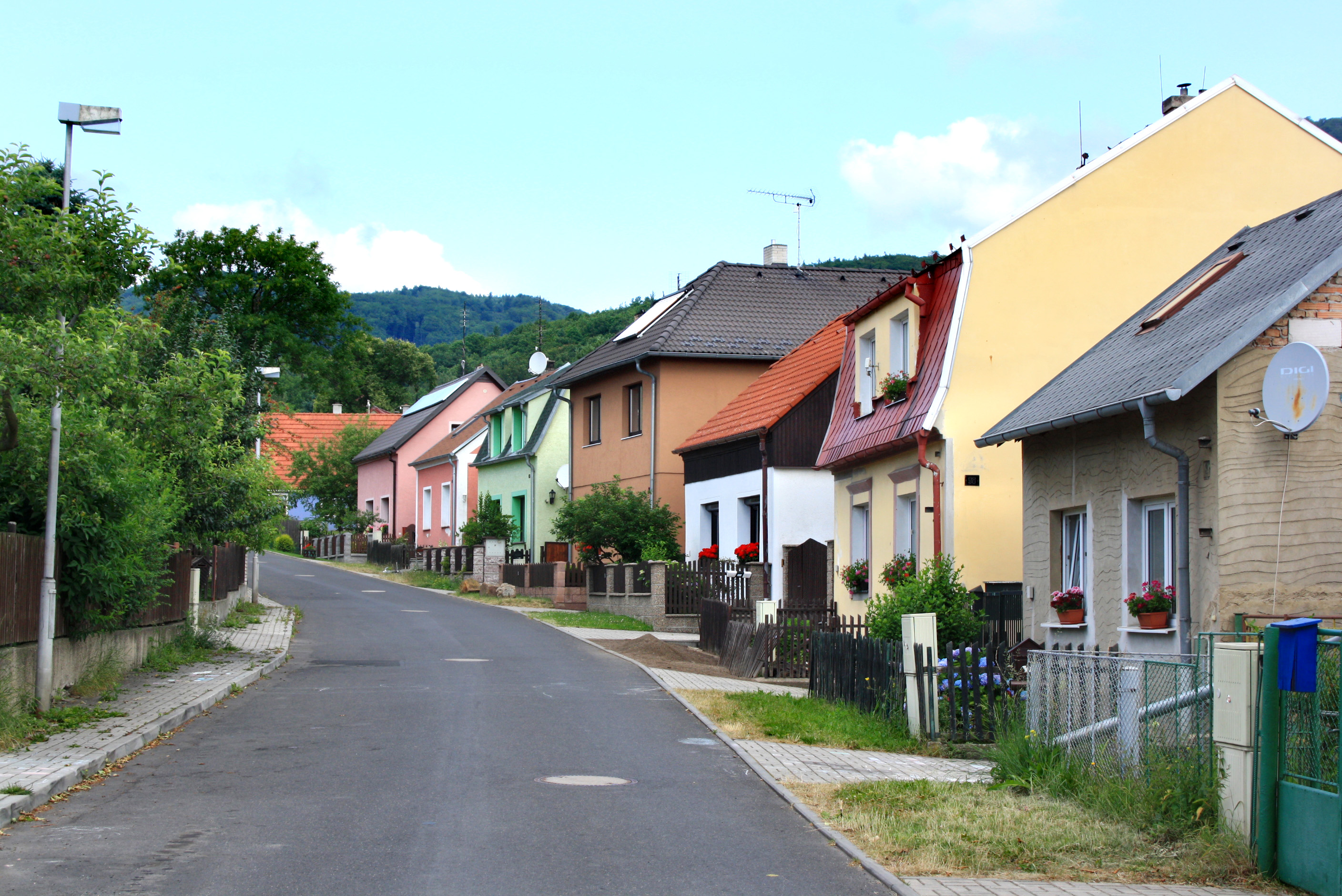
Vysoká Pec – Pod Věží

Vysoká Pec (deutsch Hohenofen) ist eine Gemeinde im Ústecký kraj in Tschechien.

## Geographie

### Lage
Vysoká Pec liegt drei Kilometer nordöstlich von Jirkov und gehört zum Okres Chomutov. Die Ortslage befindet sich am südlichen Fuße des Erzgebirges am Rande des Nordböhmischen Beckens. Vysoká Pec liegt an der Einmündung des Baches Kundratický potok in den Kanal Podkrušnohorský přivaděč, der südlich des Dorfes an einem Wasserteiler zum Stausee Újezd bzw. am Ervěnický koridor in die Bílina geleitet wird. Nördlich erheben sich der Zámecký vrch (Schloßberg, 684 m), Jedlová (Tannich, 853 m). Jezerka (Seeberg, 706 m) und der Jánský vrch (739 m), im Westen der Mufloní pahorek (466 m). Östlich des Dorfes liegt das Tagebaugelände der Zeche Důl Československé armády. Gegen Süden befindet sich der Stausee Újezd und im Südwesten der Ervěnický koridor. Die nächste Bahnstation Kyjice liegt zwei Kilometer südöstlich.
Nachbarorte sind Červená Jáma und Mikulovice im Norden, Lniště und Jezeří im Nordosten, Komořany im Osten, Nové Drmaly, Vrskmaň und Zaječice im Süden, Jirkov und Červený Hrádek im Südwesten, Drmaly im Westen sowie Boleboř und Pyšná im Nordwesten.

### Gemeindegliederung
Die Gemeinde Vysoká Pec besteht aus den Ortsteilen Drmaly (Türmaul), Pyšná (Stolzenhan) und Vysoká Pec (Hohenofen). Grundsiedlungseinheiten sind Drmaly, Kundratice (Kunnersdorf), Podhůří (Schimberg), Pyšná und Vysoká Pec.
Das Gemeindegebiet gliedert sich in die Katastralbezirke Drmaly, Kundratice u Chomutova, Podhůří u Vysoké Pece, Pyšná und Vysoká Pec.

## Geschichte
Über die Entstehung von Hohenofen ist nichts bekannt. Zum Ende des 18. Jahrhunderts soll sich an der Stelle des heutigen Dorfes auf dem Kataster von Schimberg ein Hochofen mit einer Unterkunft für Hüttenarbeiter befunden haben. Zu Beginn des 19. Jahrhunderts entstand eine Ansiedlung, die getrennt durch den Kunnersdorfer Bach anteilig zu den Fluren von Neundorf und Schimberg gehörte und der Herrschaft Seeberg-Neundorf untertänig war. Ein Hochofen bestand zu der Zeit nicht mehr.
Nach der Aufhebung der Patrimonialherrschaften bildete Hohenofen ab 1850 anteilig Ortsteile der Gemeinden Schimberg / Schimberk und Neundorf / Novosedly im Bezirk Komotau. 1864 gründete Josef Pietschmann in Hohenofen eine Zündholzfabrik, die bis 1884 bestand. In der ehemaligen Mühle entstand in dieser Zeit eine Textilwarenfabrik, später wurde in dem Gebäude die Holzwarenfabrik Zenker betrieben. 1868 wurden beide Anteile von Hohenofen vereinigt und der Gemeinde Neundorf zugeordnet. Am 10. Juni 1924 entstand die politische Gemeinde Hohenofen / Vysoká Pec. Sie hatte 705 Einwohner, davon waren 640 Deutsche, 38 Tschechen und 27 Ausländer. Nach dem Münchner Abkommen wurde die Gemeinde 1938 dem Deutschen Reich zugeschlagen und gehörte bis 1945 zum Landkreis Komotau. 1939 hatte Hohenofen 686 Einwohner. Am 7. Mai 1945 besetzten sowjetische Truppen die Mühle in Schimberg. Am Weg nach Türmaul kam es am 8. Mai 1945 zu einem Gefecht zwischen sowjetischen Panzern und der Wehrmacht, bei dem auf beiden Seiten drei Menschen starben. Nach dem Zweiten Weltkrieg kam der Ort zur Tschechoslowakei zurück und 550 der deutschen Einwohner wurden vertrieben. Einige deutsche Antifaschisten, gemischtsprachige Familien und Spezialisten konnten im Ort verbleiben. Die Wiederbesiedlung erfolgte mit Slowaken und tschechischen Reemigranten aus Frankreich. 1947 hatte die Gemeinde Vysoká Pec 485 Einwohner. 1960 erfolgte die Eingemeindung von Drmaly und Podhůří. Die Gemeinde Vysoká Pec wurde 1960 als Musterdorf ausgezeichnet. 1963 wurde der Podkrušnohorský přivaděč als Teil der Brauchwasserleitung von der Eger zum Stausee Dřínov angelegt. Seit den 1970er Jahren veränderte sich durch den Braunkohlenbergbau die Umgebung des Dorfes. Die über Kundratice und Dřínov führende Fernverkehrsstraße I/13 wurde im Herbst 1971 verlegt. Die Gemeinde Kundratice wurde am 1. Juli 1974 aufgelöst und ihre Fluren an Vysoká Pec angeschlossen. In Vysoká Pec entstanden zwischen 1973 und 1976 44 Einfamilienhäuser für die Bewohner aus den geräumten Dörfern. 1976 wurde Pyšná, das zuvor zu Boleboř gehört hatte, nach Vysoká Pec umgemeindet. Das am Fuße des Erzgebirges gelegene Dorf Podhůří musste 1979 wegen Hangrutschungen geräumt werden. Einzelne Häuser von Podhůří blieben erhalten und wurden an Vysoká Pec angeschlossen. Am 1. September 1990 wurde der Ortsteil Podhůří für erloschen erklärt.

## Entwicklung der Einwohnerzahl
| Jahr | Einwohnerzahl |
| ---- | ------------- |
| 1869 | 384           |
| 1880 | 350           |
| 1890 | 391           |
| 1900 | 525           |
| 1910 | 578           |

| Jahr   | Einwohnerzahl |
| ------ | ------------- |
| 1921   | 586           |
| 1930   | 714           |
| 1950   | 474           |
| 1961 1 | 873           |
| 1970 1 | 754           |

| Jahr   | Einwohnerzahl |
| ------ | ------------- |
| 1980 2 | 735           |
| 1991 2 | 685           |
| 2001 2 | 763           |
| 2011 2 | 985           |

## Sehenswürdigkeiten
- Wassermühle
- ehemalige Zeche důl Karel
- Kapelle, erbaut 1904
- Ruine der Burg Nový Žeberk (Neu Seeberg), auf dem Zámecký vrch bei Pyšná
- Ruine der Burg Žeberk (Seeberg), nördlich des Ortes
- Schloss Červený Hrádek (Rothenhaus), südwestlich des Dorfes
- Schloss Jezeří (Eisenberg),  nördlich des Ortes
- Talsperre Jezeří (Moritz-Talsperre), am Vesnický potok (Eisenberger Waldbach) unterhalb der Burg Žeberk, erbaut 1902–1904
- Tereziína vyhlídka (Theresiensitz), Aussichtspunkt, nördlich des Ortes
- Kapelle in Pyšná